# Hanuš Domanský
Hanuš Domanský (1. března 1944 Nový Hrozenkov – 19. října 2021) byl slovenský hudební skladatel.

## Život
Studoval na konzervatoři v Brně skladbu u Jána Duchoně a hru na klavír u Jaroslav Sháněla. Ve studiu pokračoval na Vysoké škola múzických umění v Bratislavě u Dezidera Kardoše. Po absolvování školy pracoval jako zástupce vedoucího koncertního oddělení slovenské umělecké agentury Slovkoncert. V roce 1975 se stal zástupcem šéfredaktora Hlavní redakce hudebního vysílání Čs. rozhlasu v Bratislavě. S bratislavským rozhlasem ta spojil prakticky celý svůj život. V letech 1990–2005 byl vedoucím redaktorem Redakce symfonické, operní a komorní hudby Slovenského rozhlasu.
Kromě toho zastával řadu významných funkcí v hudebním životě Československa i Slovenska. V letech 1975–1983 byl předsedou sekce skladatelů vážné hudby Svazu slovenských skladatelů a v letech 1983–1988 předsedou výboru Slovenského hudebního fondu. Působil jako předseda poroty pro udělování hlavních cen za filmovou hudbu na Mezinárodním filmovém festivalu v Karlových Varech (1985–1988) i jako předseda mezinárodní rozhlasové soutěže Prix musical de Radio Brno.

## Ocenění
- Cena Slovenského ochranného zväzu autorského (SOZA) za nejúspěšnější skladbu v oblasti vážné hudby – Bagately pre klavír (1996)
- Cena Slovenskeho hudobneho fondu za skladbu Keď sa milý na vojnu bral na medzinárodní rozhlasové soutěži Prix de musique folklorique de radio Bratislava (1991)
- Cena Zväzu slovenských skladateľov a koncertných umelcov za dílo Symfónia (1984)
- Cena Jána Levoslava Bellu za dílo Dianoia (1976)
- Cena ve skladatelské soutěži Ministerstva kultury SR za dílo Sláčikové kvarteto (1970)

## Dílo
- Concerto grosso per due pianoforte e percusioni (2015)
- Impresie spod Javorníkov pre klarinet, cimbal a sláčiky (2014)
- Sláčikové kvarteto č. 2 (2014)
- Musica semplice pre husle a klavír (2013)
- Vokálna symfónia pre soprán a symfonický orchester (2012)
- Šesť kusov pre husle a klavír (2011)
- Chorálová meditácia – Impresia pre klavír (2011)
- Slovakofónia pre klavír a kravský zvonec (2010)
- Pour le flauto (2010)
- Musica archaica (Suita pre komorný orchester, 2009)
- Con fantasia pro klavír (2009)
- Nostalgický salónny valčík pre klavír (2007)
- Sempre solus (Intermezzo pre klavír, 2007)
- Hudba pre flautu, harfu, sláčiky a bicie (2007)
- Starý nostalgický valčík pre husle a klavír (2007)
- Pieseň bez slov – Tralalam (Malý hudobný žart pre tubu a klavír, 2007)
- Fantasia cantabile pre klavír (2006)
- Reč vtákov pre klavír (2005)
- Nénia (Posledná pieseň) pre symfonický orchester (2004)
- Entrée per orchestra (2001)
- Večná pieseň, sonáta fantázia pre klavír (1998)
- Music for piano (1992)
- Vianočné mystérium pre sólové hlasy, miešaný zbor a orchester (1991)
- 20 fantázií pre klavír (1991)
- Doma ste, doma (vianočné pastorely 1990)
- Chvála života (1988)
- Ad libitum pre klarinet, vibrafón, bicie nástroje a klavír (1988)
- Chvála země. Slávnostná predohra (1987)
- Miniatúry pre klavír (1985)
- Koncert pre klavír a orchester (1984)
- Dve piesne z Gemera pre ženský a miešaný zbor (1983)
- Dithyramby pre klavír (1980)
- Elegická suita pre soprán a klavír (1980)
- Symfónia pre orchester (1979)
- Bagately pre klavír (1978)
- Sláčikové kvarteto (s flautovým sólom) (1977)
- Musica giocosa per due violini e pianoforte (1971)
- Fiat lux (oratórium pre recitátora, soprán, zbor a orchester, 1970)
- Concerto piccolo (1970)
- O zime (kantáta, 1968)
- Sonáta pre klavír (1967)
- Passacaglia pre klavír (1966)
- Hudba pre tri nástroje (1966)
- Šesť piesní (na slova J. V. Sládka, 1964)
- Divertimento. Suita v starom slohu pre komorný orchester (1944)
- Úpravy lidových písní a řada variací na motivy lidových písní.